# Brissidina
Brissidina Stockley, Smith, Littlewood, Lessios & MacKenzie-Dodds, 2005 é uma subordem de ouriços-do-mar de morfologia corporal irregular (infraclasse Irregularia).